# Melanesische Kunst
Melanesische Kunst was een expositie in het Tropenmuseum in Amsterdam van 11 juni - 18 september 1954.
De tentoonstelling in de centrale lichthal van het museum toonde een aantal kunstvoorwerpen van hoge kwaliteit uit Melanesië, een eilandengroep in het westelijk deel van de Grote Oceaan waartoe ook Nieuw-Guinea behoort. De aanleiding voor de expositie van kunst uit dit cultuurgebied lijken de aanwinsten te zijn geweest die kort na elkaar verkregen waren door aankopen van Carel Groenevelt, die voor het Tropenmuseum verzamelde in het toenmalige Nederlands-Nieuw-Guinea, en door schenkingen van fraaie objecten uit Australisch-Nieuw-Guinea (nu: Papoea-Nieuw-Guinea) van de Zwitserse volkenkundige Paul Wirz. Niet alles behoorde tot de collectie van het Tropenmuseum, bruiklenen kwamen ook uit het Museum voor Land-en Volkenkunde, het tegenwoordige Wereldmuseum Rotterdam, en van particulieren, waaronder de verzamelaar Theo van Baaren uit Groningen en de kunsthandelaar-verzamelaars M.L.J. Lemaire in Amsterdam en  Kunstzaal van Lier in Utrecht.
De tentoonstelling is matig gedocumenteerd. Het begeleidende boekje Melanesische Kunst bevat naast een inleiding tot de regio een getekende overzichtskaart, zes foto's en enkele tekeningen. De namen van de auteur, fotograaf en tekenaar zijn niet vermeld. 